# Tea Gueci
Tea Gueci (Palermo, 26 dicembre 1999) è una scacchista italiana, maestro internazionale femminile.
Ha vinto una volta il Campionato italiano femminile di scacchi nel 2012 e cinque volte il Campionato italiano femminile a squadre, nel 2015, 2019, 2022, 2023 e 2024. È stata dal settembre del 2014 al dicembre del 2019 nella top 100 del ranking FIDE femminile under 20.

## Biografia
Tea Gueci ha cominciato a giocare a scacchi all'età di sette anni. Nel 2014 dopo aver superato la soglia dei 2100 punti Elo diventa Maestro FIDE Femminile. Nel 2019 ottiene il titolo di Maestro Internazionale Femminile.

## Carriera
Ha vinto i campionati italiani femminili under 10 nel 2009 ed under 12 nel 2011. Dopo il primo titolo, ha partecipato a cinque campionati europei giovanili e a cinque campionati mondiali giovanili.
Ha vinto il Campionato italiano femminile nel 2012 ad Acqui Terme diventando la più giovane campionessa femminile italiana nella storia di tutti i tornei. Nell'anno successivo, dopo aver preso parte al campionato europeo femminile, divenne vice-campionessa italiana e campionessa under 20.
Nel maggio del 2015 vince il campionato italiano femminile a squadre con la R. Fischer Chieti di Chieti. Nel dicembre ottiene il quinto posto al Campionato italiano femminile di Giovinazzo.
Nel 2016, con il secondo posto al Campionato italiano femminile di Perugia, si laurea campionessa italiana femminile under 20 per la seconda volta.
Nel maggio del 2019 vince il campionato italiano femminile a squadre con Caissa Italia Pentole Agnelli di Bologna. Nel dicembre si laurea campionessa italiana femminile under 20 per la terza volta, con il terzo posto al Campionato italiano femminile di Padova.
Nel novembre del 2020 si piazza al nono posto al campionato italiano femminile, disputato online a causa della Pandemia di COVID-19.
Nel 2022, a Chianciano Terme, vince il Campionato Italiano femminile a squadre con il circolo "Caissa Italia Pentole Agnelli"; a Novembre arriva terza al torneo chiuso Vezerkepzo IM di Budapest, con il punteggio di 5,5 su 9.
Nel 2023, a Bacoli, vince il Campionato Italiano femminile a squadre con l'ASD "Pedone Isolano" di Misilmeri (PA).

### Nazionale
Vanta otto presenze nella nazionale italiana: una alle Olimpiadi degli scacchi del 2014 a Tromsø, dove ottiene 3 su 7, tre agli Europei a squadre del 2013, del 2017 e del 2019, tre alla Mitropa Cup del 2016, 2018, 2019, 2021.
In maggio del 2021 vince la Mitropa Cup femminile con l'Italia, totalizzando 3,5 punti su 7.